# 音楽電子事業協会
一般社団法人音楽電子事業協会（おんがくでんしじぎょうきょうかい、Association of Musical Electronics Industry : AMEI、通称アメイ）は、元経済産業省所管の社団法人である。日本国内においてMIDI規格の標準化、管理、普及活動を行っている団体である。

## 概要
- 所在地：東京都千代田区神田三崎町2-16-9 イトービル4F
- 設立日：1996年4月1日

## 沿革
- 1994年 - 全国電子楽器協議会、MIDI規格協議会、日本電子音楽ソフトウエア協会の3団体が合併し音楽電子産業協会が発足。
- 1996年 - 社団法人音楽電子事業協会として改組。
- 2012年 - 一般社団法人へ移行。